# Caproni Ca.101
Il Caproni Ca.101 era un trimotore da trasporto e bombardiere ad ala alta prodotto dall'azienda italiana Aeronautica Caproni dalla fine degli anni venti agli anni trenta.
Inizialmente progettato come aereo di linea venne riconvertito all'uso bellico ed utilizzato nel teatro bellico coloniale italiano.

## Storia

### Sviluppo
Mentre si completava la realizzazione del Caproni Ca.97, ne fu sviluppata una derivazione che lo ricordava da vicino nella struttura ma di dimensioni maggiori destinata a sostituire gli ormai obsoleti Ca.73 e 74. Il Ca.101 nacque dunque come bombardiere ma ebbe impiego con ottimi risultati anche come trasporto militare e civile. Ebbe un impiego esteso in Etiopia dove fu di prezioso supporto alle truppe terrestri sia con operazioni di spezzonamento che effettuando opera di rifornimento.

### Impiego operativo

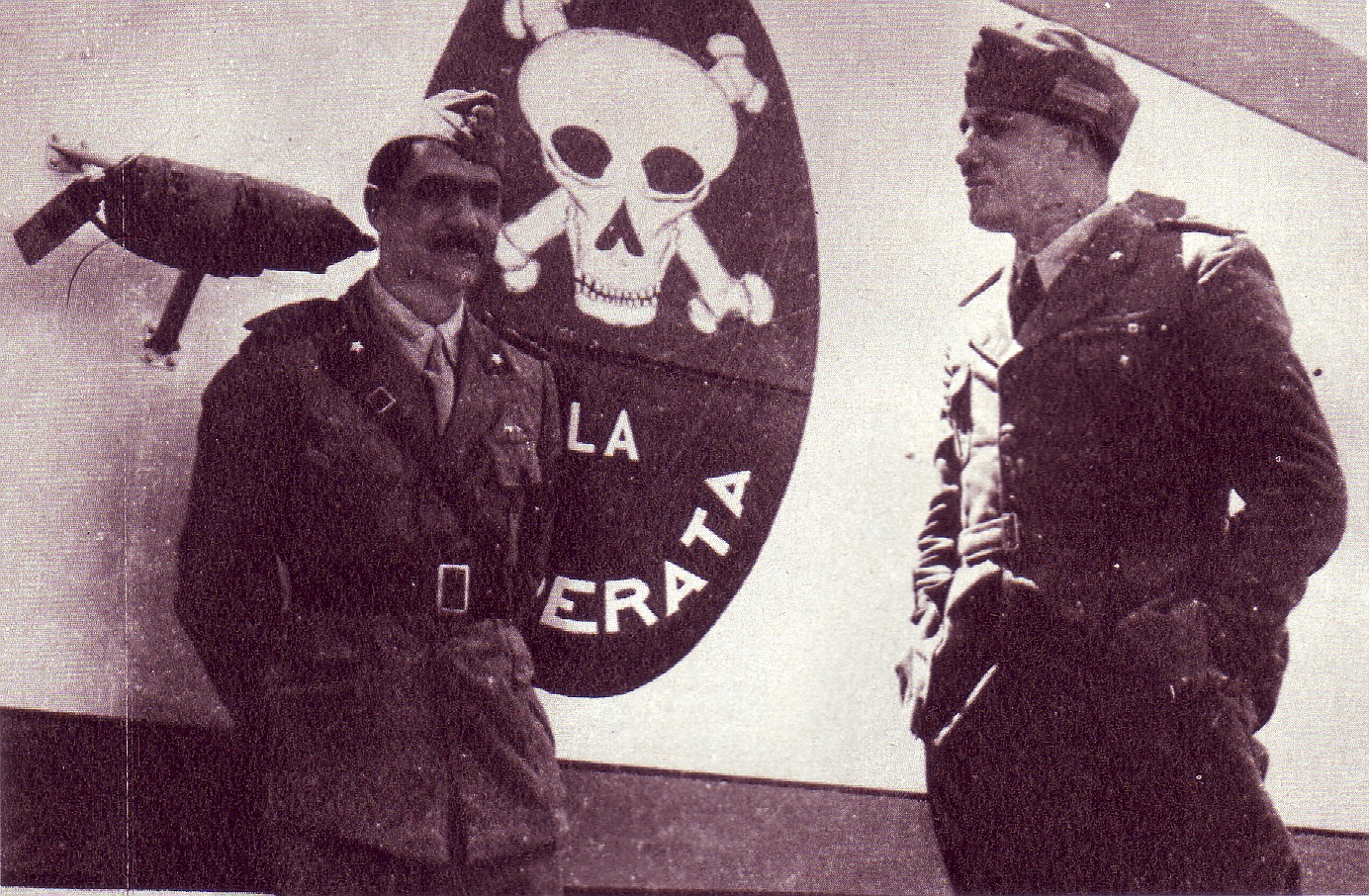
Alessandro Pavolini appoggiato alla fusoliera di uno dei Caproni Ca.101 della 15ª Squadriglia di bombardieri "La Disperata", 1935.

Il Ca.101 venne impiegato operativamente in tutto il territorio coloniale dell'Africa Orientale Italiana (AOI) sia come aereo da trasporto che come bombardiere leggero durante la guerra d'Etiopia dalla 7ª Squadriglia, 8ª Squadriglia, 9ª Squadriglia, 14ª Squadriglia, 15ª Squadriglia da bombardamento Caproni e da una Sezione della Squadriglia di Stato maggiore Eritrea di Asmara. Ottenne un certo risalto mediatico grazie all'opera di Alessandro Pavolini che a quel tempo era corrispondente di guerra del Corriere della Sera e che in quell'ambito compose un inno in onore di Galeazzo Ciano, allora comandante della 15ª Squadriglia "La Disperata".

## Versioni
Ca.101
versione di serie originale.
Ca.101bis
versione coloniale.
Ca.101/D2
versione dotata di radiali Alfa Romeo D2.

## Utilizzatori

### Militari
Italia
- Regia Aeronautica

## Velivoli comparabili
Paesi Bassi
- Fokker F.VII

 Stati Uniti
- Ford Trimotor